# Crocidophora elongalis
Crocidophora elongalis là một loài bướm đêm trong họ Crambidae.